# Фрідріх (герцог Баварії)
Фрідріх I (*Friedrich II, 1339 — 4 грудня 1393) — герцог Ландсгут-Баварський у 1375—1393 роках.

## Життєпис
Походив з династії Віттельсбахів. Молодший син Стефана II, герцога Баварії, та Єлизавети, (доньки Фредеріка II, короля Сицилії). Народився у 1339 році. 1360 року оженився на доньці графа Бертольда фон Нойфена. У 1371—1372 роках разом з братом Стефаном вирушив у похід до Балтії, де брав участь у війні проти литовців на боці Тевтонського ордену. 1375 року стає лицарем Ордену госпітальєрів.
У 1375 році після смерті батька Фрідріх стає герцогом Ландсгут-Баварським (разом з братами Стефаном III і Іоганном II), а також стрийком Оттоном V. У 1376 року чотири герцога домовилися, що Фрідріх I зі стрийком буде керувати північною частиною герцогства, а його брати Іоганн II і Стефан III — південною. При цьому кожні два роки вони повинні були змінюватися керованими територіями. Втім, цей договір так і не був реалізований. Після смерті Оттона V у 1379 році Фрідріх I розділив з братами герцогство, проте здебільшого залишалося спільне управління. Оскільки Фрідріх отримав багаті області, він зобов'язався сплачувати своїм братам компенсацію у 4000 флоринів на рік.
1381 року взяв шлюб з донькою міланського володаря Бернабо Вісконті. У 1383 році Фрідріх воював у Фландрії на боці французів проти англійців. Він відвідав в Ле-Кенуа двір свого стрийка Альбрехта I, герцога Баварсько-Штраубінського, регента Голландії, Зеландії та Геннегау. Там Фрідріх I брав участь в облозі міста Бурбур. Потім Фрідріх за платню у 4 000 франків на рік вступив на службу до французького короля Карла VI, який вирішив одружитися з його небогою Ізабеллою. Саме Фрідріх доправив 1385 року наречену до міста Ам'єн.
У 1387 році разом з братами розпочав війну з Лігою швабських міст та архієпископом Зальцбурзьким. Того ж року Фрідріх полонив Пілгріма II, архієпископа Зальцбургу. Останньому було поставлено умовою звільнення припинення їм підтримки Ліги швабських міст.
Разом з братом Стефаном III активно почав втручатися у справи міланської сеньйорії від імені своєї дружини. У 1392 році на вимогу Іоганна II було вирішено остаточно розділити володіння. Фрідріх I отримав землі з багатою столицею Нижньої Баварії — Ландсгут.
Фрідріх був радником імператора Венцеслава з правових питань, і вважався одним з найбільш ймовірних кандидатів на імператорську корону, проте раптова смерть у 1393 році в місті Будвайс (сучасні Чеські Будейовиці) завадила цьому. Спадкував Фрідріху старший син Генріх XVI.

## Родина
1 Дружина — Анна, донька графа Бертольда VII фон Нойфена.
Діти:
- Єлизавета (1361—1382), дружина Марко Вісконті, сеньйора Парми

2 Дружина — Маддалена, донька Бернабо Вісконті, сеньйора Міланського.
Діти:
- Генріх (1386—1450), герцог Ландсгут-Баварський
- Іоганн (1390–1396)
- Єлизавета (1383—1442), дружина Фрідріх I Гогенцоллерна, курфюрста Бранденбургу
- Маргарита (1384)
- Магдалена (1388—1410), дружина Іоганна Мейнхарда VII, графа Горіції